# Wikipédia en indonésien
Wikipédia en indonésien (en indonésien : Wikipedia Bahasa Indonesia) est l’édition de Wikipédia en indonésien, langue très proche du malais et langue officielle de l'Indonésie. L'édition est lancée le 30 mai 2003. Son code est : id.
Au 21 mars 2025, l'édition en indonésien contient 723 780 articles et compte 1 535 745 contributeurs, dont 3 213 contributeurs actifs et 47 administrateurs.

## Présentation

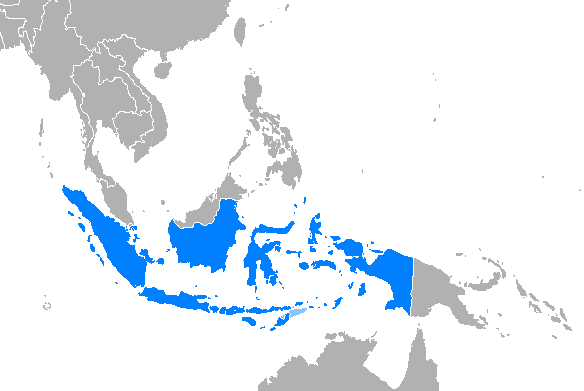
Aire de diffusion de l'indonésien.
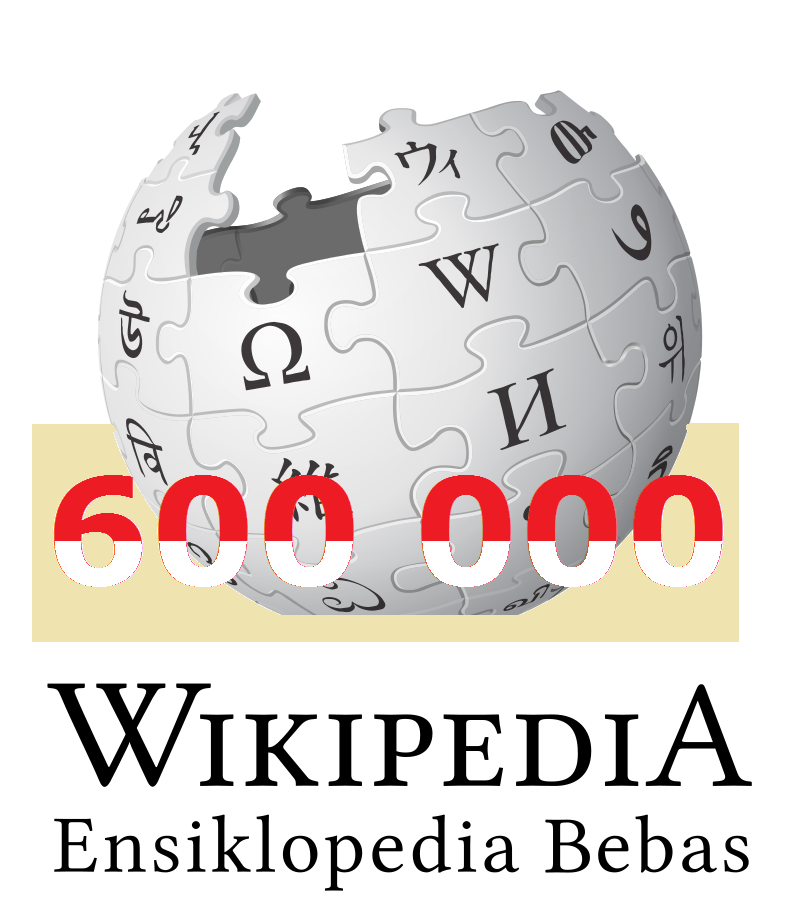
Au passage des 600 000 articles.

## Statistiques
- Le premier article de l'édition en indonésien, consacré à l’électron, est mis en ligne le 30 mai 2003 mais sa page d’accueil date du 29 novembre de la même année.
- Le 1er février 2007, le 50 000e article est mis en ligne.
- Le 21 février 2009, elle atteint les 100 000 articles.
- Le 11 juillet 2013, elle compte 212 187 articles et 475 295 utilisateurs, ce qui en fait la 29e version de Wikipédia en nombre d'articles.
- Le 31 mai 2016, elle compte 380 458 articles.
- Le 7 octobre 2022, elle contient 630 495 articles et compte 1 357 335 contributeurs, dont 3 129 contributeurs actifs et 44 administrateurs.
- Le 10 août 2024, elle contient 700 942 articles et compte 1 494 601 contributeurs, dont 2 499 contributeurs actifs et 47 administrateurs.